# Distrikt Pítipo

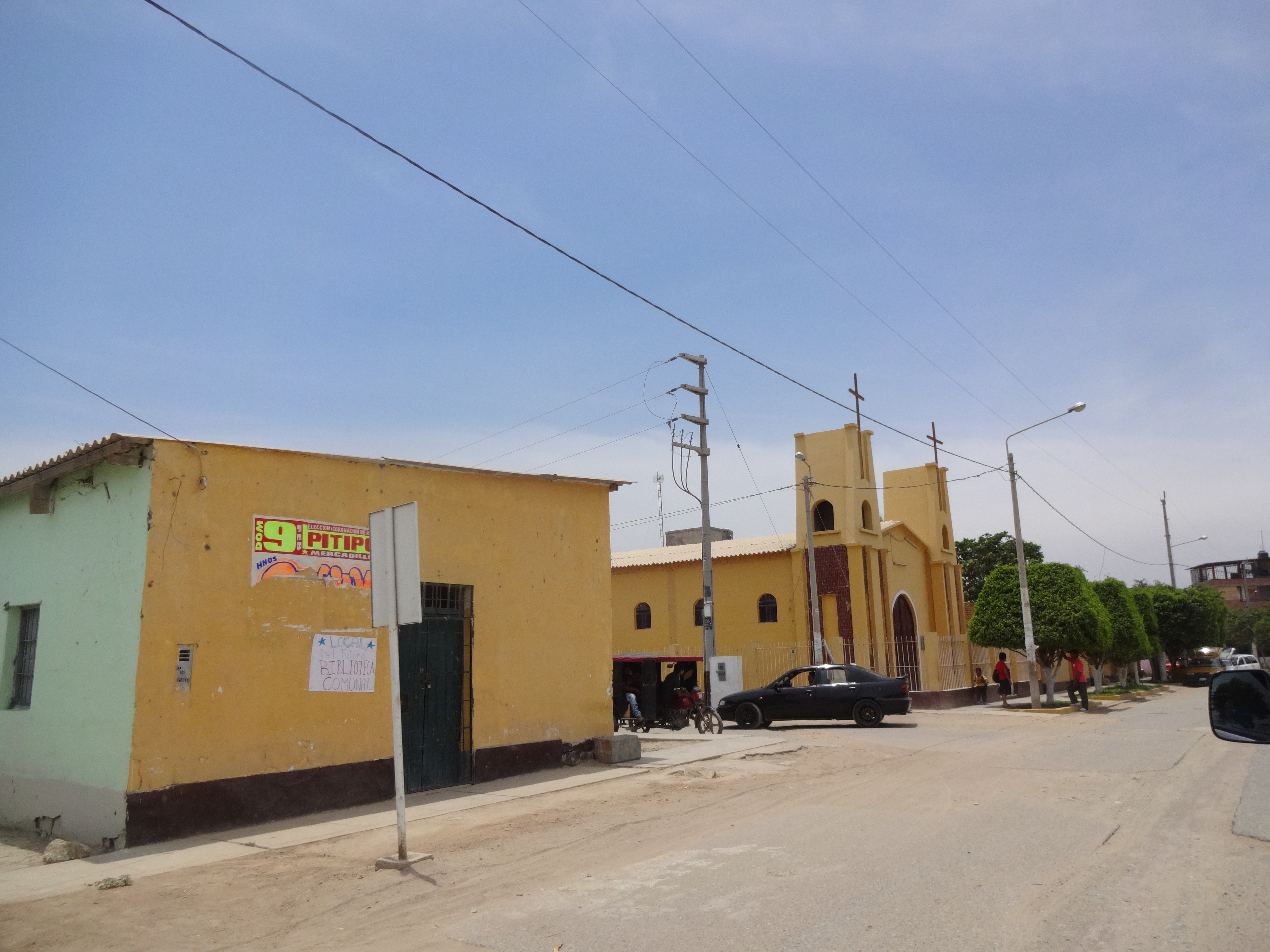
Kirche in Pítipo

Der Distrikt Pítipo liegt in der Provinz Ferreñafe in der Region Lambayeque im Nordwesten von Peru. Der Distrikt wurde am 17. Februar 1951 gegründet. Er hat eine Fläche von 558,18 km². Beim Zensus 2017 wurden 19.651 Einwohner gezählt. Im Jahr 1993 lag die Einwohnerzahl bei 14.221, im Jahr 2007 bei 20.080. Sitz der Distriktverwaltung ist die 80 m hoch gelegene Ortschaft Pítipo mit 1188 Einwohnern (Stand 2017). Pítipo liegt am Rande der Küstenebene von Nordwest-Peru knapp 8 km nördlich der Provinzhauptstadt Ferreñafe. Im Distrikt befindet sich der archäologische Fundplatz Batán Grande (Sicán). Außerdem befinden sich in dessen Nähe die Felsformationen des Bosque de Pómac.
Der Distrikt Pítipo liegt zentral in der Provinz Ferreñafe. Er erstreckt sich entlang dem Flusslauf des Río La Leche und umfasst die südlich davon gelegenen Ausläufer der peruanischen Westkordillere. Der Westen und Nordwesten des Distrikts liegen am Rande der Küstenebene.
Der Distrikt Pítipo grenzt im Norden an den Distrikt Jayanca, im Nordosten an den Distrikt Incahuasi, im Osten an den Distrikt Tocmoche, im Südosten an den Distrikt Chongoyape, im Südwesten an die Distrikte Manuel Antonio Mesones Muro und Ferreñafe sowie im Westen an die Distrikte Mochumí, Túcume und Pacora.